# Lawinija Baschbeuk-Melikjan

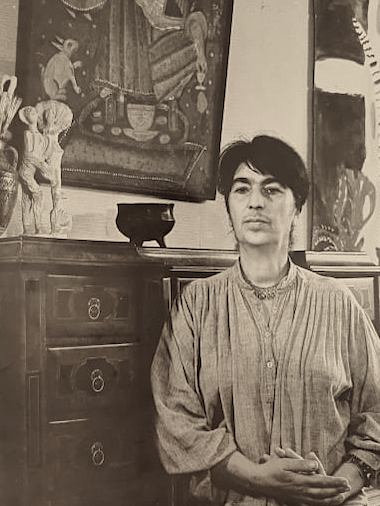
Lawinija Baschbeuk-Melikjan (1984)

Lawinija Alexandrowna Baschbeuk-Melikjan (armenisch Լավինիա Բաժբեուկ-Մելիքյան, russisch Лавиния Александровна Бажбеук-Меликян; * 3. April 1922 in Tiflis; † 8. November 2005 in Jerewan) war eine sowjetische bzw. armenische bzw. russische Malerin.

## Leben
Baschbeuk-Melikjan, Tochter des Malers Alexander Baschbeuk-Melikjan, studierte in Jerewan an der P.-Terlemesjan-Kunstschule (Abschluss 1944) und in Moskau am W.-I.-Surikow-Kunst-Institut (Abschluss 1951). Ihre Abschlussarbeit bei Pawel Korin war ein Wandmosaik für die Metro Moskau. Darauf kehrte sie in die Armenische SSR zurück.
Baschbeuk-Melikjan malte Landschaften der Armenischen SSR und Genre-Bilder aus dem Leben der armenischen Bauern. In den letzten Jahren arbeitete sie hauptsächlich im Atelier und schuf Porträts befreundeter Künstler, Selbstporträts und Stillleben. Ihre Werke zeigen Einflüsse der Werke ihres Vaters und des Malers Martiros Sarjan. Sie wurde 1988 Korrespondierendes Mitglied der Akademie der Künste der UdSSR und 2002 Vollmitglied der Russischen Kunstakademie.
Am 19. September 2000 erhielt Baschbeuk-Melikjan die Staatsbürgerschaft der Russischen Föderation.

## Ausstellungen
- 1979 Haus der Künst Jerewan[5]
- 1980 Moskau[5]
- 2007 Russische Kunstakademie, Moskau[6]
- 2008 Verband der Künstler, Jerewan

## Ehrungen, Preise
- Verdiente Künstlerin der Armenischen SSR (1967)[1]
- Silbermedaille der Akademie der Künste der UdSSR (1981)[1]
- Volkskünstlerin der Armenischen SSR (1983)[1]
- Verdiente Kunstschaffende der Russischen Föderation (1997)[7]
- Ehrenmedaille der Russischen Kunstakademie (2002)[1]